# Basketball Champions League Asia - East 2025
La Basketball Champions League Asia – East 2025 (BCL Asia – East) è stata il torneo di qualificazione per la Basketball Champions League Asia 2025. Il torneo ha coinvolto squadre di club provenienti dalle sotto-zone dell’Asia orientale (EABA) e del Sud-est asiatico (SEABA) della FIBA Asia. Le partite si sono svolte dal 24 marzo al 31 maggio 2025 e due squadre si sono qualificate per la Basketball Champions League Asia 2025.

## Squadre partecipanti
Otto squadre provenienti da 6 nazioni hanno preso parte alla competizione.
| Nazione           | Squadra          | Risultato domestico                                |
| ----------------- | ---------------- | -------------------------------------------------- |
| Taipei cinese (2) | N. T. Kings      | Campione P. League+ 2023-24                        |
| Taipei cinese (2) | Taoyuan Pilots   | Finalista P. League+ 2023-24                       |
| Mongolia (2)      | Khasin Khuleguud | Campione The League 2023-24                        |
| Mongolia (2)      | Bishrelt Metal   | Finalista The League 2023-24                       |
| Indonesia (1)     | Pelita Jaya      | Campione Indonesian Basketball League 2024         |
| Malaysia (1)      | Matrix Deers     | Campione Major Basketball League Malaysia 2023-24  |
| Thailandia (1)    | Hi-Tech Bangkok  | Campione Basketball Thai League 2024               |
| Singapore (1)     | Adroit           | Campione Singapore National Basketball League 2024 |

## Fase a gironi
Le otto squadre sono state sorteggiate in due gruppi da quattro ciascuno per il Turno Preliminare. Le prime due squadre di ciascun gruppo si sono qualificate per la Final Four.

### Gruppo A
| Pos | Squadra        | G | V | P | PF  | PS  | DP   | Pt | Qualificazione |
| --- | -------------- | - | - | - | --- | --- | ---- | -- | -------------- |
| 1   | Taoyuan Pilots | 6 | 6 | 0 | 527 | 414 | +113 | 12 | Final Four     |
| 2   | Pelita Jaya    | 6 | 4 | 2 | 492 | 445 | +47  | 10 | Final Four     |
| 3   | Matrix Deers   | 6 | 1 | 5 | 474 | 530 | −56  | 7  |                |
| 4   | Bishrelt Metal | 6 | 1 | 5 | 443 | 547 | −104 | 7  |                |

| Squadra 1                           | Risultato | Squadra 2      |
| ----------------------------------- | --------- | -------------- |
| Kuala Lumpur - 24/27 marzo 2025     |           |                |
| Matrix Deers                        | 95 – 98   | Taoyuan Pilots |
| Matrix Deers                        | 86 – 98   | Bishrelt Metal |
| Matrix Deers                        | 82 – 88   | Pelita Jaya    |
| Giacarta - 5/8 aprile 2025          |           |                |
| Pelita Jaya                         | 90 – 68   | Bishrelt Metal |
| Pelita Jaya                         | 64 – 88   | Taoyuan Pilots |
| Pelita Jaya                         | 95 – 59   | Matrix Deers   |
| New Taipei City - 26/29 aprile 2025 |           |                |
| Taoyuan Pilots                      | 66 – 63   | Pelita Jaya    |
| Taoyuan Pilots                      | 85 – 63   | Matrix Deers   |
| Taoyuan Pilots                      | 105 – 66  | Bishrelt Metal |
| Ulaanbaatar - 11/14 maggio 2025     |           |                |
| Bishrelt Metal                      | 66 – 89   | Matrix Deers   |
| Bishrelt Metal                      | 63 – 85   | Taoyuan Pilots |
| Bishrelt Metal                      | 82 – 92   | Pelita Jaya    |

### Gruppo B
| Pos | Squadra          | G | V | P | PF  | PS  | DP   | Pt | Qualificazione |
| --- | ---------------- | - | - | - | --- | --- | ---- | -- | -------------- |
| 1   | Khasin Khuleguud | 6 | 6 | 0 | 489 | 383 | +106 | 12 | Final Four     |
| 2   | N. T. Kings      | 6 | 4 | 2 | 503 | 466 | +37  | 10 | Final Four     |
| 3   | Hi-Tech Bangkok  | 6 | 2 | 4 | 516 | 474 | +42  | 8  |                |
| 4   | Adroit           | 6 | 0 | 6 | 378 | 563 | −185 | 6  |                |

| Squadra 1                           | Risultato | Squadra 2        |
| ----------------------------------- | --------- | ---------------- |
| New Taipei City – 27/30 aprile 2025 |           |                  |
| N. T. Kings                         | 89 – 80   | Hi-Tech Bangkok  |
| N. T. Kings                         | 105 – 65  | Adroit           |
| N. T. Kings                         | 68 – 81   | Khasin Khuleguud |
| Bangkok – 2/7 maggio 2025           |           |                  |
| Adroit                              | 67 – 119  | Hi-Tech Bangkok  |
| Adroit                              | 41 – 87   | Khasin Khuleguud |
| Adroit                              | 64 – 80   | N. T. Kings      |
| Hi-Tech Bangkok                     | 59 – 63   | Khasin Khuleguud |
| Hi-Tech Bangkok                     | 82 – 88   | N. T. Kings      |
| Hi-Tech Bangkok                     | 96 – 79   | Adroit           |
| Ulaanbaatar – 12/15 maggio 2025     |           |                  |
| Khasin Khuleguud                    | 94 – 73   | N. T. Kings      |
| Khasin Khuleguud                    | 76 – 62   | Adroit           |
| Khasin Khuleguud                    | 88 – 80   | Hi-Tech Bangkok  |

## Final Four
Le prime due squadre della Final Four hanno ottenuto la qualificazione per la Basketball Champions League Asia 2025. Due squadre provenienti dallo stesso Paese non potevano qualificarsi alla BCL Asia. La Final Four si è svolta alla M Bank Arena di Ulaanbaatar, in Mongolia.
|  | Semifinale       | Semifinale       | Semifinale       |                  |                | Finale          | Finale          | Finale          |  |
|  |                  |                  |                  |                  |                |                 |                 |                 |  |
|  | Taoyuan Pilots   | Taoyuan Pilots   | 81               |                  |                |                 |                 |                 |  |
|  | Taoyuan Pilots   | Taoyuan Pilots   | 81               |                  |                |                 |                 |                 |  |
|  | N. T. Kings      | N. T. Kings      | 62               |                  |                |                 |                 |                 |  |
|  | N. T. Kings      | N. T. Kings      | 62               |                  | Taoyuan Pilots | Taoyuan Pilots  | 70              |                 |  |
|  |                  |                  |                  |                  | Taoyuan Pilots | Taoyuan Pilots  | 70              |                 |  |
|  |                  |                  | Khasin Khuleguud | Khasin Khuleguud | 81             |                 |                 |                 |  |
|  | Khasin Khuleguud | Khasin Khuleguud | Khasin Khuleguud | Khasin Khuleguud | 81             | 85              |                 |                 |  |
|  | Khasin Khuleguud | Khasin Khuleguud |                  |                  |                | 85              |                 |                 |  |
|  | Pelita Jaya      | Pelita Jaya      | 79               |                  |                | Finale 3º posto | Finale 3º posto | Finale 3º posto |  |
|  | Pelita Jaya      | Pelita Jaya      | 79               |                  |                |                 |                 |                 |  |
|  |                  |                  |                  |                  |                |                 |                 |                 |  |
|  |                  |                  |                  |                  |                | N. T. Kings     | N. T. Kings     | 74              |  |
|  |                  |                  |                  |                  |                | N. T. Kings     | N. T. Kings     | 74              |  |
|  |                  |                  |                  |                  |                | Pelita Jaya     | Pelita Jaya     | 103             |  |

Semifinali
| Arbitri: | Yevgeniy Mikheyev Lee Kyoung-Hwan Cheon Kam-Jae |

|          |          |              |
| Jones 23 | Punti    | 26 Efevberha |
| Pai 7    | Assist   | 5 Johnson    |
| Jones 12 | Rimbalzi | 20 Johnson   |

| Arbitri: | Park Kyoung-Jin Daigo Urushima Alexey Stepanenko |

|                 |          |               |
| Miller 24       | Punti    | 28 McCullough |
| Miller 8        | Assist   | 3 Withey      |
| Baatar-Erdene 8 | Rimbalzi | 13 McCullough |

Finale Terzo Posto
| Arbitri: | Park Kyoung-Jin Alexey Stepanenko Cheon Kam-Jae |

|            |          |               |
| Johnson 26 | Punti    | 31 McCullough |
| Su 6       | Assist   | 7 Arighi      |
| Johnson 14 | Rimbalzi | 15 Withey     |

Finale
| Arbitri: | Yevgeniy Mikheyev Daigo Urushima Lee Kyoung-Hwan |

|          |          |              |
| Brown 22 | Punti    | 30 Miller    |
| Lu 7     | Assist   | 8 Miller     |
| Boyd 10  | Rimbalzi | 13 Tshimanga |

| Basketball Champions League Asia - East 2025 |
| -------------------------------------------- |
| Khasin Khuleguud 1º Titolo                   |

## Squadre qualificate alla BCL Asia
Le seguenti squadre si sono qualificate per la Basketball Champions League Asia 2025.
| Squadra          | Data           | Metodo                    |
| ---------------- | -------------- | ------------------------- |
| Khasin Khuleguud | 30 Maggio 2025 | Campioni BCL Asia - East  |
| Taoyuan Pilots   | 30 Maggio 2025 | Finalista BCL Asia - East |